# Aggro Ansage Nr. 4
Aggro Ansage Nr. 4 ist der vierte Sampler des Independent-Labels Aggro Berlin. Es erschien am 5. November 2004 über das Berliner Label. Nachdem der Rapper Bushido einige Monate zuvor von Aggro Berlin zu der Universal Music Group gewechselt war, stehen auf der Aggro Ansage Nr. 4 die Ende 2004 bei Aggro Berlin verbliebenen Künstler Sido, B-Tight und Fler im Mittelpunkt. Der Sampler konnte auf Platz sieben der deutschen Album-Charts einsteigen und wurde mit einer Goldenen Schallplatte ausgezeichnet.

## Hintergrund
Anfang 2004 erschien Sidos Debütalbum Maske. Durch die Präsenz des Rappers in den Musikfernsehsendern MTV und VIVA und die hohen Verkaufszahlen des Tonträgers wurde Aggro Berlin zum erfolgreichsten Independent-Label, das im Bereich Hip-Hop tätig ist. Die große Medienaufmerksamkeit konnte das Label zur Vermarktung ihrer Künstler und des vierten Samplers nutzen. Die erste von sechs veröffentlichten Ansagen erschien Anfang 2002.

## Versionen
Aggro Ansage Nr. 4 wurde ursprünglich im November 2004 veröffentlicht und umfasst achtzehn Titel. Nachdem der Tonträger 2005 indiziert worden ist, erschien der vierte Sampler des Labels am 13. April 2006 erneut. Die Neuauflage ist eine zensierte, von Aggro Berlin Aggro Ansage Nr. 4X genannte Version des Albums. Neben den vierzehn nicht indizierten Liedern, sind auf dieser auch die Stücke Handy Nr., Scheiß drauf und Twoh zu hören. Außerdem sind zwei Videoclips auf der Aggro Ansage Nr. 4X vertreten.

## Titelliste
| Titelliste der indizierten Version | Titelliste der X-Version |
| --- | --- |
| 1. Sido, Fler und B-Tight – Aggro Gold (Intro) – 3:25 2. Fler – Neue Deutsche Welle – 2:25 3. Sido, Fler und B-Tight – Aggro Teil 4 – 3:38 4. Sido und Xzibit (Skit) – 0:19 5. Sido feat. Reen – Meine Kette – 4:13 6. Deine Lieblings Rapper – Ey Yo! – 4:10 7. B-Tight – Ich rappe (RMX) – 4:06 8. Sido, Fler und B-Tight – Wodka & Bacardi – 3:44 9. A.i.d.S. – Soo cool – 3:40 10. Tony D (Skit) – 0:18 11. Tony D feat. Battle Rapp – Küss die Faust – 3:50 12. A.i.d.S. – Yeaah! – 3:14 13. Mein Schwanz in deinem Kopf (Skit) – 0:34 14. Fler – Macho – 3:01 15. Deine Lieblings Rapper – Wetten dass..? – 4:00 16. Sido, Fler und B-Tight – Maxim ist King – 4:01 17. B-Tight – Der Ficker – 3:48 18. Tony D – Hör das Outro – 4:08 19. Sido feat. Harris – Fuffies im Club (Remix) (Hidden Track) – 3:16 | 1. Sido, Fler und B-Tight – Aggro Gold (Intro) – 3:25 2. Fler – Neue Deutsche Welle – 2:25 3. Sido, Fler und B-Tight – Aggro Teil 4 – 3:38 4. Sido und X-Zibit (Skit) – 0:19 5. Sido feat. Reen – Meine Kette – 4:13 6. Deine Lieblings Rapper – Ey Yo! – 4:10 7. Sido, Fler und B-Tight – Wodka & Bacardi – 3:44 8. A.i.d.S. – Soo cool – 3:40 9. Tony D (Skit) – 0:18 10. Tony D und B-Tight – Twoh – 2:51 11. A.i.d.S. – Yeaah! – 3:14 12. Mein Schwanz in deinem Kopf (Skit) – 0:34 13. Fler – Handy-Nr. – 3:32 14. Deine Lieblings Rapper – Wetten dass..? – 4:00 15. Sido, Fler und B-Tight – Maxim ist King – 4:01 16. B-Tight – Scheiß drauf – 2:51 17. Tony D – Hör das Outro – 4:08 18. Sido, Fler und B-Tight – Aggro Teil 4 (Video) 19. Fler – Neue Deutsche Welle (Video) |

## Produktion
An der Entstehung von Aggro Ansage Nr. 4 waren vier Produzenten beteiligt. Der Produzent Fuego produzierte die Lieder Ich rappe (RMX), Neue Deutsche Welle, Aggro Teil 4, Maxim ist King, Hör das Outro und Küss die Faust. Don Tone ist für die Beats der Stücke Soo cool, Yeaah!, Der Ficker, Meine Kette, Aggro Gold (Intro) und Wodka & Baccardi verantwortlich. Ein Beat wurde von DJ Kenny D. produziert. Dieser ist dem Lied Ey Yo! zuzuordnen. Außerdem steuerte das Produzentenduo Beathoavenz das Musikstück Wetten dass..? bei.
Das nur auf der zensierten Version des Albums zu findende Lied Scheiß drauf wurde von Sido produziert. Des Weiteren ist der Hip-Hop-Musiker Joe Rilla für die musikalische Untermalung des Stücks Twoh verantwortlich. Außerdem produzierte DJ Desue das Lied Handy Nr. des Rappers Fler.

## Gastmusiker

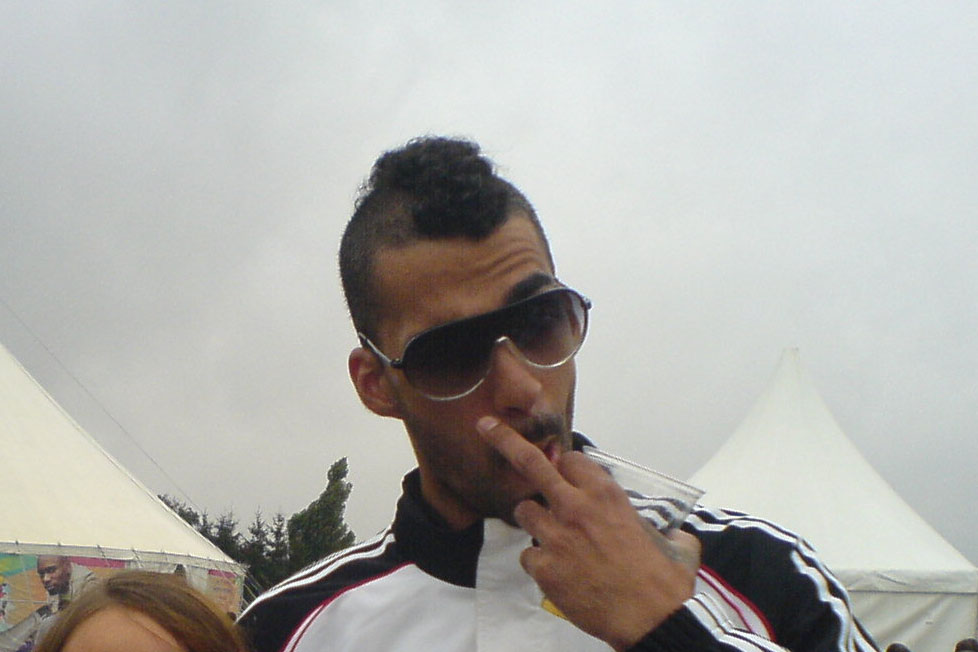
Der Berliner Rapper Harris

Da die Musiker des Labels Aggro Berlin im Fokus des Samplers stehen sollen, treten nur vereinzelt Gastrapper auf. So hat der Berliner Tony D zwei Lieder zu dem Tonträger beigesteuert. Ein Jahr nach der Veröffentlichung der Aggro Ansage Nr. 4 erhielt Tony D einen Künstlervertrag bei Aggro Berlin und war dadurch auf dem Nachfolger Aggro Ansage Nr. 5 verstärkt vertreten.
Als weiterer Gast tritt Harris in Erscheinung. Dieser bildet zusammen mit Sido das Duo Deine Lieblings Rapper. Gemeinsam nahmen die beiden Musiker die Stücke Ey Yo! und Wetten dass..? für den Sampler auf.
Des Weiteren ist auf dem Stück Meine Kette der vor allem in den 1990er Jahren aktive Rapper Reen vertreten. Dieser begleitete Sido Anfang 2004 auf der Sido und Harris komm' dir auf die Tour. Als vierter Gast sind die Rapper des Berliner Duos Battle Rapp zu nennen. Diese sind auf dem Stück Küss die Faust zu hören.

## Illustration
Auf dem Cover des Albums sind Sido, B-Tight und Fler aus der Froschperspektive zu erkennen. Sido trägt dabei seine Maske und steht in der Mitte. B-Tight steht vom Betrachter aus links und trägt eine Sonnenbrille. Die untere Hälfte des Covers ist mit dem Aggro-Schriftzug und der Ergänzung Ansage Nr. 4 bedeckt. Im unteren Teil ist Aggro Gold lesbar.

## Rezeption

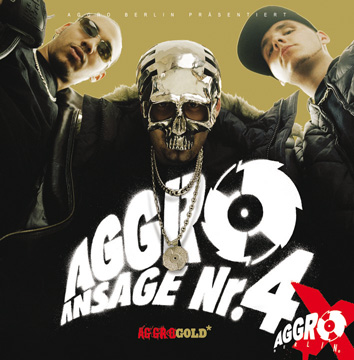
Cover der X-Version

### Erfolg
Aggro Ansage Nr. 4 stieg auf Platz sieben der deutschen Album-Charts ein und hielt sich 19 Wochen in den Top 100. Damit ist der Tonträger das zweite Album von Aggro Berlin, das eine Platzierung in den deutschen Top 10 belegen konnte.
Aggro Ansage Nr. 4 erreichte zwölf Wochen nach der Veröffentlichung Goldstatus.

### Indizierung
Aggro Ansage Nr. 4 ist seit dem 30. September 2005 indiziert. Das Album wurde von der Bundesprüfstelle für jugendgefährdende Medien auf die Liste A der indizierten Tonträger gesetzt. Als Grund für diesen Vorgang sind die Lieder Der Ficker und Ich rappe (RMX) von B-Tight sowie die Musikstücke Küss die Faust von Tony D und Macho von Fler zu nennen. Diese wurden vor allem „wegen der sexuellen Herabwürdigung von Frauen“ indiziert.

### Kritik
Im Zuge der Auseinandersetzung des Berliners Sido mit dem Rapper Azad, welche auch mit körperlicher Gewalt verbunden war, entschied sich der Frankfurter dazu, den Sampler seines Labels Bozz-Music am selben Tag wie die Aggro Ansage Nr. 4 zu veröffentlichen. Das Hip-Hop-Magazin Juice entschied sich daher, die beiden Tonträger in der Rubrik Battle of the ear zu bewerten. Dabei werden zwei Rezensionen, in denen jeweils beide Tonträger miteinander verglichen werden, verfasst. In der ersten Bewertung wird der Sampler Bozz Music Vol. 1 besser bewertet.

„Die größere Bandbreite an Stilen weist eindeutig das Bozz-Team auf, das von Sezais Rotzlöffel-Style über Lunafrows Übermembran bis hin zu Jonesmanns Spitfire und Chakers Melancholie ein großes Spektrum abdeckt. Hingegen leben sich die Aggros auf Beats aus, die im Club laut knallen. […] Wenngleich auch Sidos Meine Kette Quasi-Introspektives liefert, ohne dabei Ironie außen vor zu lassen, bin ich eher mit dem Bozz-Clan.“

In einer zweiten Beurteilung wird Aggro Ansage Nr. 4 besser hervorgehoben. Der zuständige Redakteur der Wertung weist darauf hin, dass Aggro Berlin sowohl vom künstlerischen Standpunkt wie auch beim wirtschaftlichen Aspekt, die „Nase vorn“ hat:

„Ansage 4 hat […] die unterhaltsameren Tracks; wo bei den Frankfurtern ernste, deepe und melancholische Musik regieren, da fahren Sido, B-Tight und Fler Texte über Goldketten, Erfolg, Party und Groupies über dicke, teils richtig clubbige Instrumentals auf, und kommen somit weit gelassener rüber. […] Meine Kette mit MC René (!) als Gast feiert Sidos Erfolg aufs Smoothste, B-Tight gibt den Player, A.i.d.S. sind tatsächlich Soo cool und wer Fler mag, wird sich mit dem energischen Neue Deutsche Welle mit Sicherheit anfreunden. Das obligatorische Aggro Teil 4 ist wieder eine echte Hymne und somit steht fest: Aggro liegt im Rennen gegen Bozz uneinholbar vorne.“

Die E-Zine Laut.de bewertete den Tonträger mit drei von möglichen fünf Bewertungspunkten. In der Beurteilung von Philipp Gässlein werden die Beats von Fuego positiv hervorgehoben. Sidos Stück Meine Kette markiert aus Sicht der Redaktion „textlich einen traurigen Tiefpunkt der Scheibe“. Außerdem werden die Beiträge von Tony D als keine Bereicherung des Albums angesehen, während die gemeinsamen Lieder von Sido und B-Tight „im direkten Zusammenspiel“ am meisten „überzeugen“.

„Der „Fuffies Im Club“-Remix als Hidden Track haut auch noch mal ordentlich auf den Putz, dann ist die vierte Ansage aus dem Hause Aggro einmal durchgelaufen und lässt den Hörer in einem Wechselbad der Gefühle zurück. Sido solo reißt nur die Hälfte, und Fler kann Bushido in keinster [sic!] Weise ersetzen. Aggro macht gerade den Mutationsprozess vom extrem kompromisslosen Undergroundlabel zur massenkompatiblen Goldplattenschmiede durch. VIVA wird's geil finden - für Altfans ist es schmerzhaft.“